# 木々
木々（きき、1977年10月21日 - ）は、日本の漫画家。
1997年、『LaLa』（白泉社）に掲載の「異邦の待人」でデビュー。2000年まで白泉社の『LaLa』や『LaLa DX』で活動していた。その後は、幻冬舎コミックスなどで活動している。2016年6月現在、「ラヴ ミー スウィート」を『ルチル』（幻冬舎コミックス）にて連載、「バリエ ガーデン」を当初『Comicスピカ』で隔月連載していたが休刊になり『月刊バーズ』に移籍するもこちらも休刊で現在は『ルチルSWEET』で連載している。

## 作品リスト

### 漫画
- 魔術使いシド&リドシリーズ（バーズコミックスデラックス A5判 全9巻/文庫版「Syd&Lid」全5巻、幻冬舎コミックス）
  - ロマネスクバリエ
  - ミスティックバリエ
  - クラシカルバリエ
  - スウィートバリエ
  - シルエットバリエ
  - クレセントバリエ
  - シークレットバリエ
  - ファンタスティックバリエ
  - ノスタルジックバリエ
- BLUE PRISONER（幻冬舎コミックス）
- ジーニアス スクエア（幻冬舎コミックス）
- 1/2 -ニブンノイチ-（全3巻、秋田書店）
- ラヴ ミー テンダー（全8巻、幻冬舎コミックス）
- 天然王子の宝石箱（全5巻、秋田書店）
- バリエ ガーデン（既刊6巻、幻冬舎コミックス）
- ラヴ ミー スウィート（既刊1巻、幻冬舎コミックス）

### イラスト・挿絵
- インヴィジブル・リングシリーズ 全3冊（著・アン・ビショップ、訳・原島文世、C★NOVELS Fantasia、中央公論新社）
- エネアドの3つの枝シリーズ 全3冊（著・樹川さとみ、コバルト文庫、集英社）
- レマイユの吸血鬼シリーズ 全6冊（著・真堂樹、コバルト文庫、集英社）
- タラスタロスの庭（著・前田珠子、コバルト文庫、集英社）
- 科学探偵・謎野真実シリーズ 1～9冊（10以降は交代）（著：佐東みどり、石川北二、木滝りま、田中智章、朝日新聞出版）
  - 科学探偵怪奇事件ファイルシリーズ 全2冊（著：佐東みどり、石川北二、木滝りま、田中智章、朝日新聞出版）
- アンティーク鑑定士 天羽奏の祓魔録 ～葡萄と小麦と海の星～（著・牧山とも、二見サラ文庫、二見書房）※表紙のみ